# Музаффарнагар (город)
Музаффарнагар ― город в штате Уттар-Прадеш, Индия. Является административным центром округа одноимённого округа. Через город пролегает национальное шоссе NH 58, он также тесно связан с индийской железнодорожной сетью.
Город расположен в центре высокоплодородного верхнего региона Ганга-Ямуна-Доаб вблизи от Нью-Дели и Сахаранпура, что делает его одним из самых развитых и процветающих городов штата Уттар-Прадеш. Музаффарнагар является частью промышленного коридора Дели-Мумбаи (DMIC) и промышленного коридора Амритсар-Дели-Калькутта (ADKIC). Это главный торговый, промышленный и образовательный центр Западного Уттар-Прадеша.

## История
Город основан в 1633 году, во время правления Шаха Джахана, Хан-и-Джаханом, сыном полководца Великих Моголов Сайида Музаффар-хана, вблизи от места расположения древнего города Сарват (Сарасватипура), где правили джаты Маулахери.
В 1826 году город стал административным центром нового округа Музаффарнагар.
В 1947 году, когда Индия получила независимость, Шри Кешав Гупта, известный борец за свободу стал первым членом Законодательного собрания страны от избирательного округа Музаффарнагар, после чего в его резиденции в городе Музаффарнагар впервые был поднят флаг Индии.
Беспорядки между индуистами и мусульманами в Музаффарнагаре в 2013 году привели к гибели 62 человек.

## География
Музаффарнагар находится на высоте 272 метра над уровнем моря на Индо-Гангской равнине. Он располагается в 125 км к северо-востоку от столицы страны Дели и в 200 км к юго-востоку от Чандигарха.

## Демография
По данным переписи 2011 года, в муниципалитете проживало 392 451 человек, а в городской агломерации ― 494 792 человек
В городе проживают 55,79 % индуистов, 41,39 % мусульман, 1,5 % сикхов, 0,5 % христиан и 2 % джайнов.